# Богдановский сельсовет (Витебская область)
Богдановский сельсовет — административная единица на территории Сенненского района Витебской области Республики Беларусь. Административный центр — агрогородок Богданово.

## История
Богдановский сельский Совет был образован в мае 1993 года.
29 апреля 2004 года в состав сельсовета включены населённые пункты упразднённого Ульяновичского сельсовета. Населённые пункты Бровки, Великое Село, Лугиновичи, Подворица, Шашелы Богдановского сельсовета включены в состав Ходцевского сельсовета.

## География
Расположен на расстоянии 6,5 км от центра г. Сенно.
Граничит с Ходцевским, Студёнковским, Белицким сельсоветами и г. Сенно.

## Состав
Богдановский сельсовет включает 36 населённых пунктов:
- Богданово — агрогородок.
- Большой Озерецк — деревня.
- Головск — деревня.
- Горивец — деревня.
- Городец — деревня.
- Дольдево — деревня.
- Замошанская — деревня.
- Замошье — деревня.
- Заозерье — деревня.
- Запрудье — деревня.
- Канево — деревня.
- Капланы — деревня.
- Королевичи — деревня.
- Красный Луч — деревня.
- Лука — деревня.
- Лукьяново — деревня.
- Малиши — деревня.
- Малые Ульяновичи — деревня.
- Малый Озерецк — деревня.
- Марьяново — деревня.
- Михалполье — деревня.
- Новое Село — деревня.
- Партизаны — деревня.
- Повзики — деревня.
- Поженьки — деревня.
- Поженьки — посёлок.
- Приветок — деревня.
- Рудница — деревня.
- Свечи — деревня.
- Свободное — деревня.
- Сергейки — деревня.
- Смоловка — деревня.
- Турово — деревня.
- Тухинка — деревня.
- Уздорники — деревня.
- Ульяновичи — агрогородок.

Упразднённые населённые пункты на территории сельсовета:
- Бровки — деревня
- Великое Село — деревня
- Каминщина — деревня
- Кишуровщина — деревня
- Лугиновичи — деревня
- Подворица — деревня
- Шашелы — деревня

## Культура
Расположены Богдановский сельский клуб, Богдановская сельская библиотека Ульяновичская сельская библиотека.

## Достопримечательность
- Поселение -1, Поселение -2, Неолит III-II тыс. до н.э., 0,8 км северо-западнее д. Головск
- Курганный могильник IX - XIII в., 0,6 км юго-западнее д. Большой Озерецк